# Heyersdorf
Heyersdorf è un comune della Germania di 107 abitanti situato nel circondario dell'Altenburger Land in Turingia.